# True Detective
True Detective est une anthologie télévisée américaine, créée et écrite par Nic Pizzolatto et réalisée par Cary Fukunaga pour la première saison, diffusée depuis le 12 janvier 2014 sur HBO aux États-Unis et sur HBO Canada au Canada.
En France, la série est diffusée depuis le 13 janvier 2014 en version originale sous-titrée et depuis le 7 juin 2014 en version française sur OCS City et à partir du 23 avril 2015 sur Canal+, au Québec, depuis le 6 mai 2014 à Super Écran puis rediffusée sur Investigation, en Belgique, l'intégralité de la première saison est diffusée le 1er juin 2014 sur Be Séries et en Suisse, depuis le 2 juin 2014 sur RTS Un.
Rapidement après le début de sa diffusion, la première saison obtient un accueil critique très positif, tant pour la qualité du scénario et de la réalisation que celle du jeu des acteurs.

## Synopsis
La série se présente comme une anthologie, chaque saison ayant une distribution et une intrigue distinctes.

### Saison 1
La première saison se déroule en Louisiane, en 1995, et narre l'enquête de deux inspecteurs très différents de la Louisiana State Police, Rust Cohle et Martin Hart, chargés de résoudre l'assassinat d'une jeune femme coiffée de bois de cerfs et tatouée de dessins sataniques. Alors qu'ils ont quitté la police, que Rust semble parti à la dérive, que Martin est devenu détective privé, ils sont contactés et interrogés en 2012 par deux autres inspecteurs après qu'un meurtre similaire eut été commis. Cet interrogatoire construit les retours en arrière qui dévoilent les étapes de l'enquête et l'évolution des relations entre les deux hommes et leur psychologie. Après cet interrogatoire, Rust va convaincre son ancien coéquipier de reprendre l'enquête que lui n'a jamais abandonnée. À eux deux, ils vont soulever un coin du mystère d'une série de meurtres sataniques et pédophiles.

### Saison 2
La deuxième saison prend place dans le nord de la Californie. L'officier de patrouille Paul Woodrugh retrouve un corps dans la juridiction de Ventura mais recherché dans la ville industrielle (fictive) de Vinci. Les inspecteurs Ray Velcoro, de Vinci, et Ani Bezzerides, de Ventura, sont assignés à une unité spéciale créée pour cette enquête. L'entrepreneur Frank Semyon, qui essaie de tourner la page de sa carrière criminelle, et sa femme Jordan suivent le déroulement de l'enquête de près, la victime leur ayant fait perdre beaucoup d'argent.

### Saison 3
La troisième saison suit deux policiers, Wayne Hays et Roland West de la police d'État d'Arkansas, enquêtant sur la disparition des enfants Purcell, dans les monts Ozarks, en Arkansas.

### Saison 4
La quatrième saison, sous-titrée Night Country (traduit « paysage nocturne » dans la version française), suit les inspectrices Liz Danvers et Evangeline Navarro enquêtant sur la disparition de huit hommes travaillant pour la station de recherche arctique Tsalal, dans le borough de North Slope en Alaska, où il fait nuit en permanence durant plusieurs semaines en hiver.

### Saison 5
La cinquième saison se déroulera à New York.

## Distribution

### Première saison

#### Acteurs principaux
- Matthew McConaughey (VF : Bruno Choël) : Rustin S. Cohle
- Woody Harrelson (VF : Emmanuel Jacomy) : Martin E. Hart
- Michelle Monaghan (VF : Ingrid Donnadieu) : Maggie Hart
- Michael Potts (VF : Julien Kramer) : Maynard Gilbough
- Tory Kittles (VF : Anatole de Bodinat) : Thomas Papania

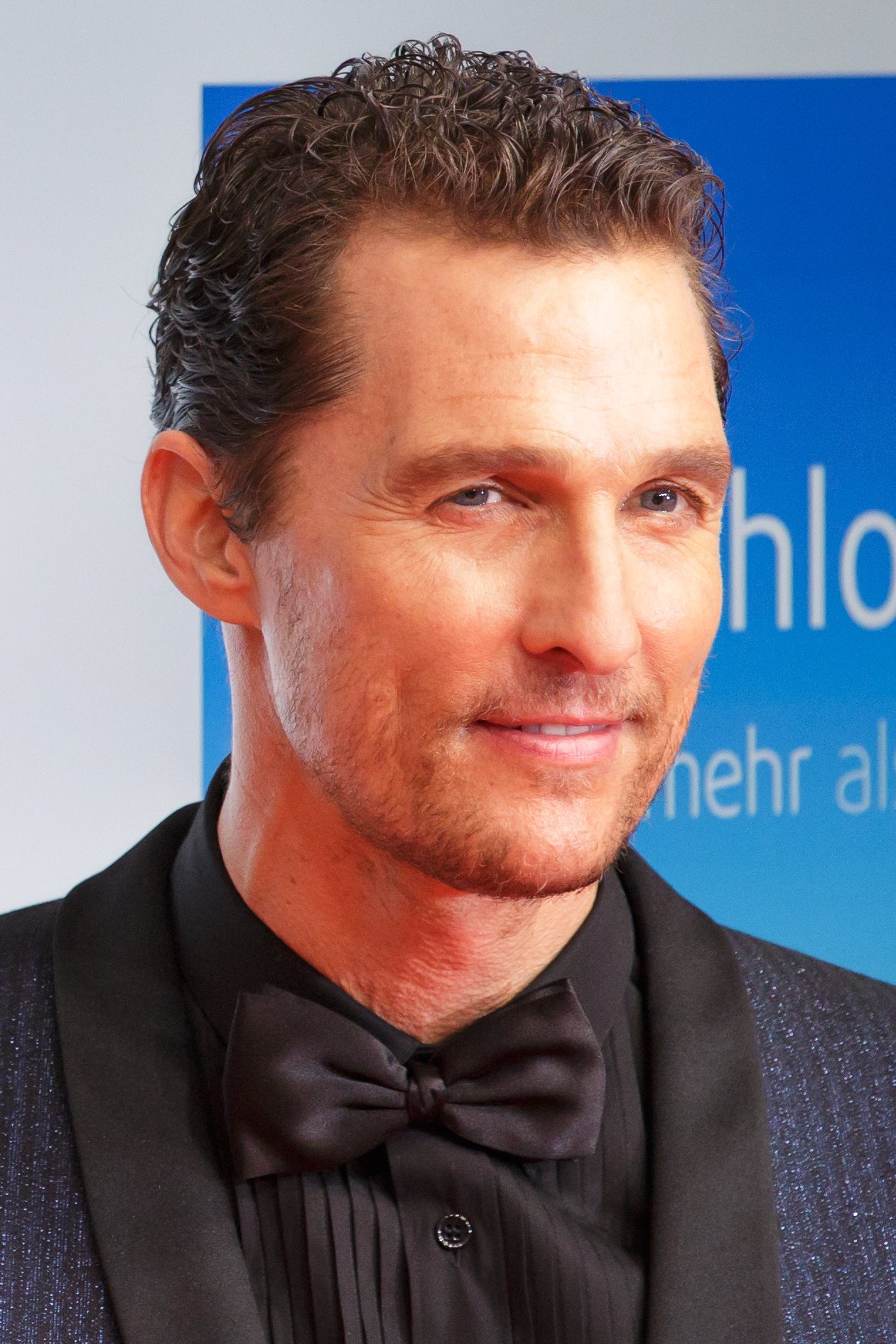
Matthew McConaughey interprète Rustin Cohle
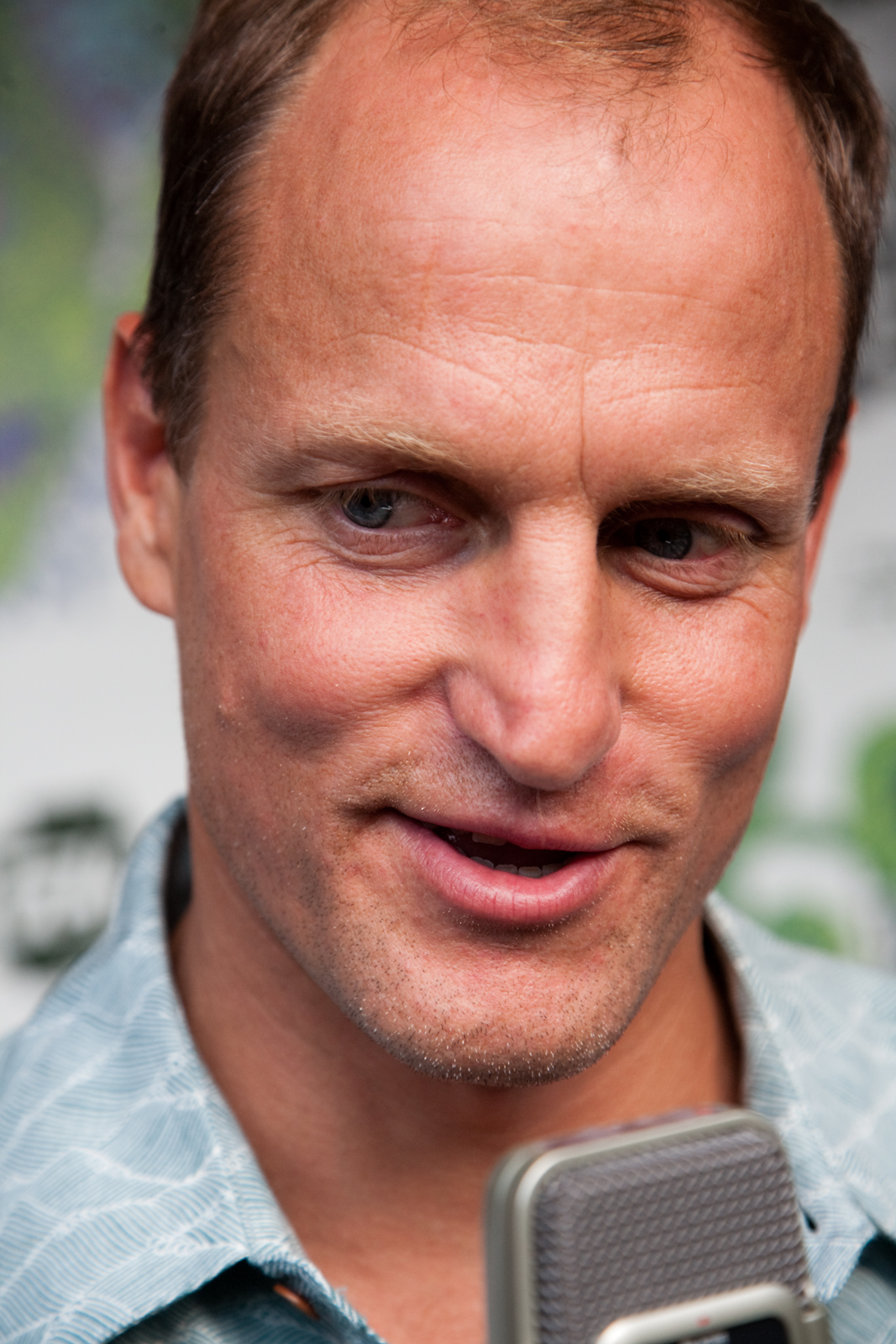
Woody Harrelson interprète Martin Hart.
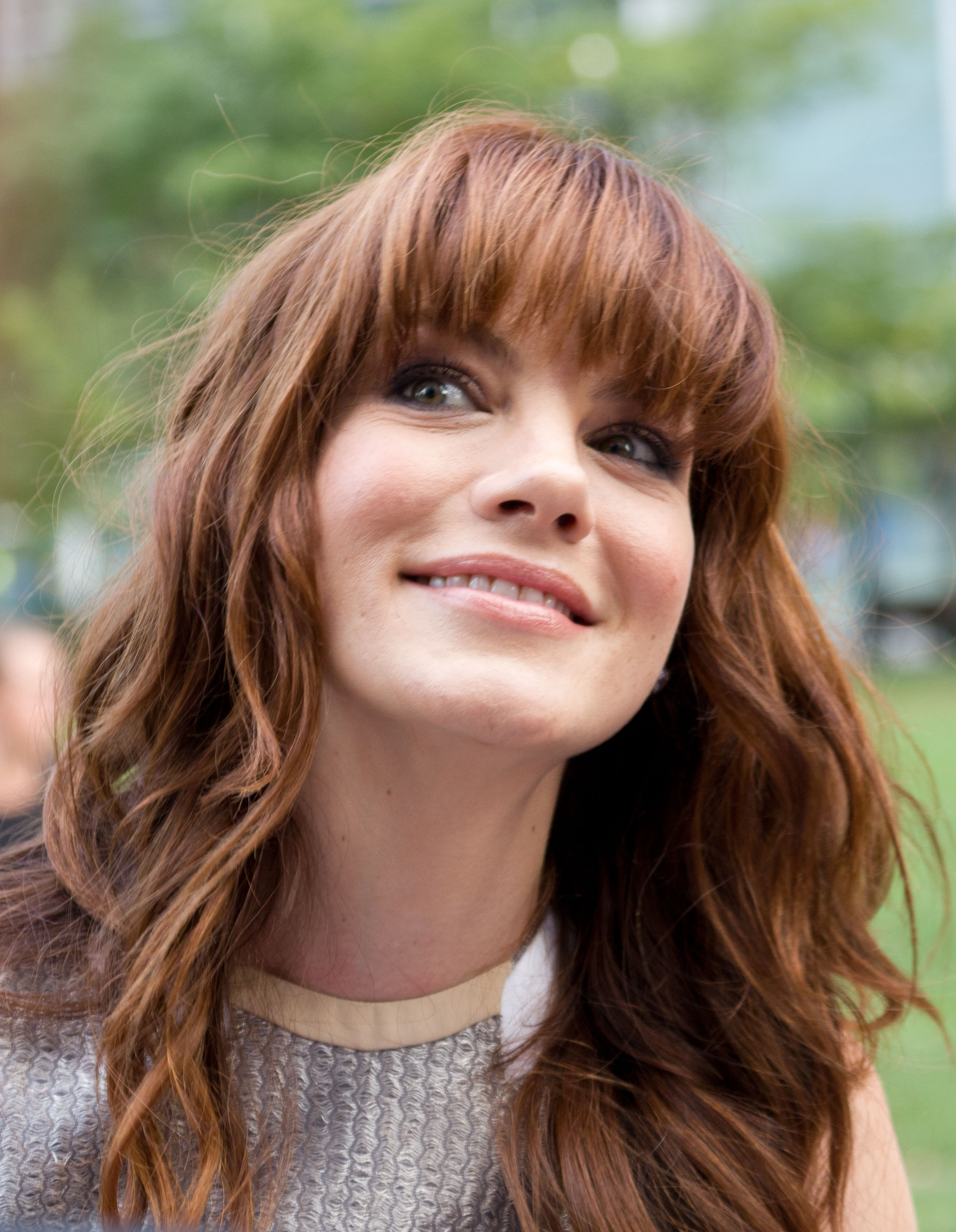
Michelle Monaghan interprète Maggie Hart.
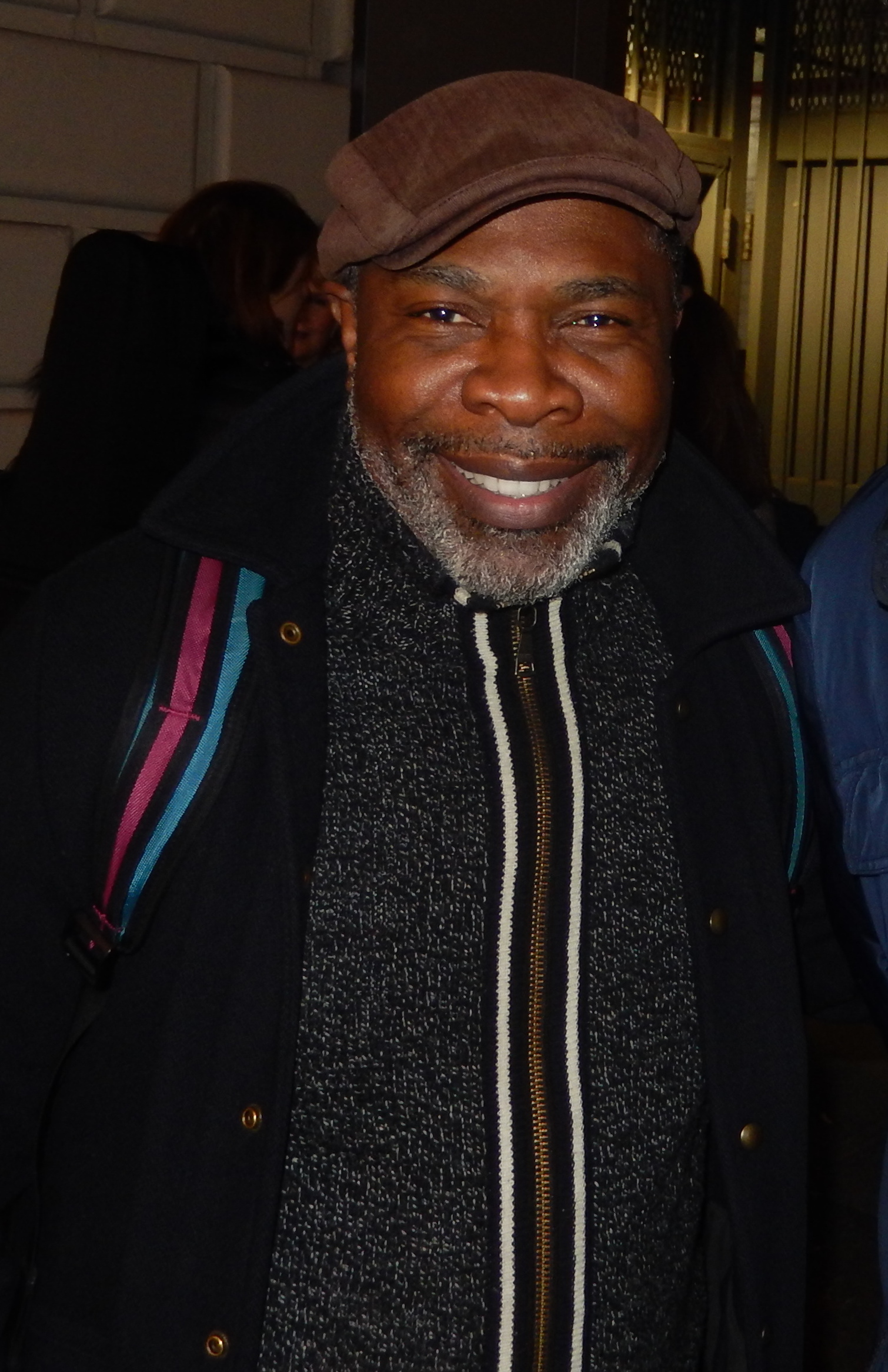
Michael Potts interprète Maynard Gilbough.
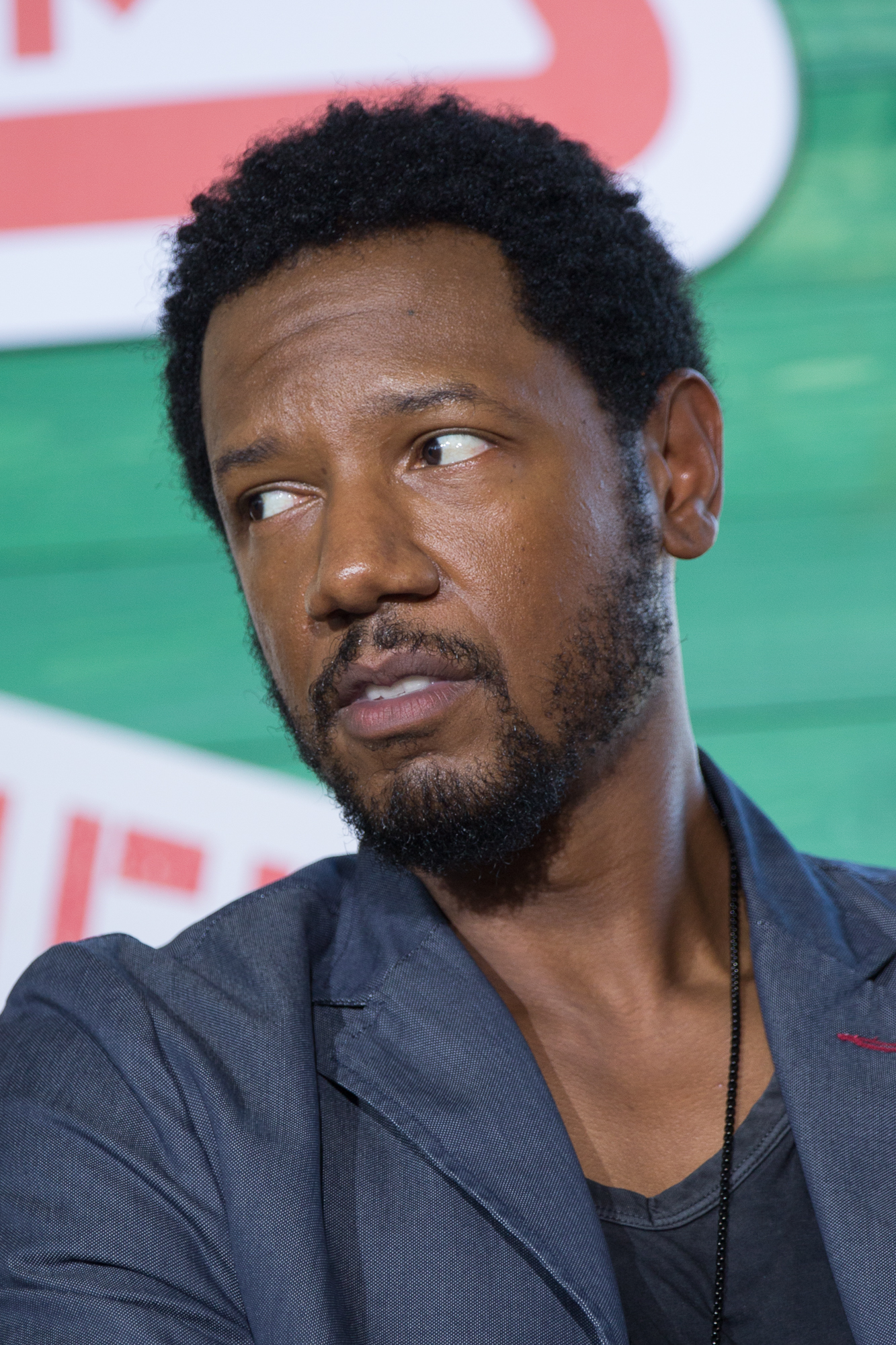
Tory Kittles interprète Thomas Papania.

#### Acteurs récurrents
- J. D. Evermore : l'inspecteur Lutz (6 épisodes)
- Dana Gourrier : Cathleen (6 épisodes)
- Madison Wolfe : Audrey Hart (enfant) (6 épisodes)
- Erin Moriarty : Audrey Hart (adolescente) (3 épisodes)
- Kevin Dunn (VF : Jacques Bouanich) : le major Ken Quesada (5 épisodes)
- Joe Chrest : l'inspecteur Demma (5 épisodes)
- Dane Rhodes (VF : Jean-Luc Atlan) : l'inspecteur Favre (5 épisodes)
- Alexandra Daddario (VF : Ludivine Maffren) : Lisa Tragnetti (4 épisodes)
- Lili Simmons : Beth
- Meghan Wolfe (VF : Maryne Bertieaux) : Maisie Hart (4 épisodes)
- Tony Molina Jr. : un inspecteur (4 épisodes)
- Robert Beitzel (VF : Nathanel Alimi) : Chris Louviere
- Christopher Berry (VF : Yann Guillemot) : Guy Francis
- Amy Brassette (VF : Pascale Chemin) : Carla Gwartney
- Brad Carter (en) (VF : Emmanuel Karsen) : Charlie Lange
- Laura Cayouette (VF : Pascale Chemin) : Theresa Weems
- Ann Dowd (VF : Marie-Madeleine Burguet-Le Doze) : Betty
- Henry Frost (VF : Antoine Fleury) : Steve
- Charles Halford (en) (VF : Antoine Fleury) : Reggie Ledoux
- Jim Klock (VF : Benoît Du Pac) : l'inspecteur Ted Bertrand
- Joshua Leonard (VF : Jean-Luc Atlan) : Mitch
- Terence Rosemore (VF : Jean-Luc Atlan) : l'inspecteur Abbeville
- Elizabeth Reaser : Laurie Perkins
- Shea Whigham : Joel Theriot
- Glenn Fleshler (en) (VF : Jean-Loup Horwitz) : Errol Childress

### Deuxième saison

#### Acteurs principaux
- Colin Farrell (VF : Boris Rehlinger) : l'inspecteur Raymond « Ray » Velcoro
- Rachel McAdams (VF : Noémie Orphelin) : le shérif Antigone « Ani » Bezzerides
- Taylor Kitsch (VF : Stanislas Forlani) : l'officier Paul Woodrugh
- Kelly Reilly (VF : Isabelle Volpé) : Jordan Semyon
- Vince Vaughn (VF : Bruno Dubernat) : Frank Semyon

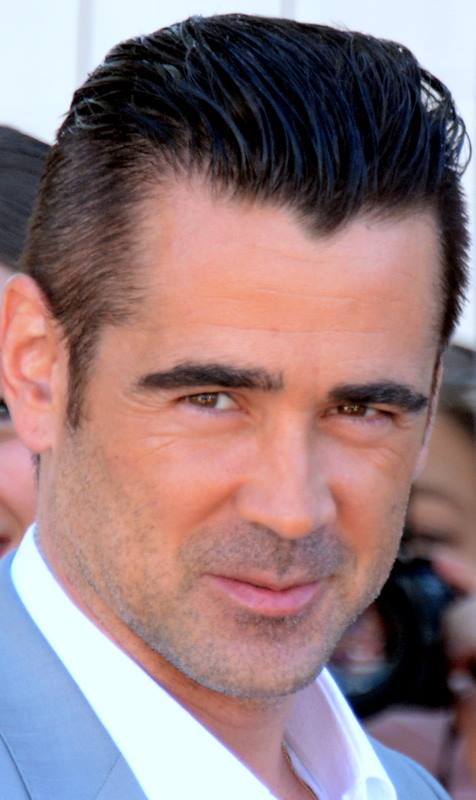
Colin Farrell interprète Ray Velcoro.
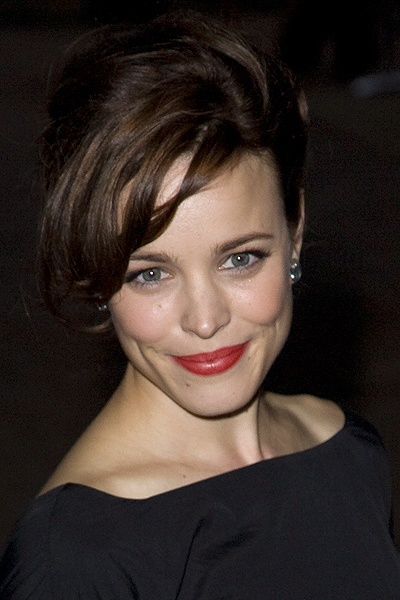
Rachel McAdams interprète la shérif Ani Bezzerides.
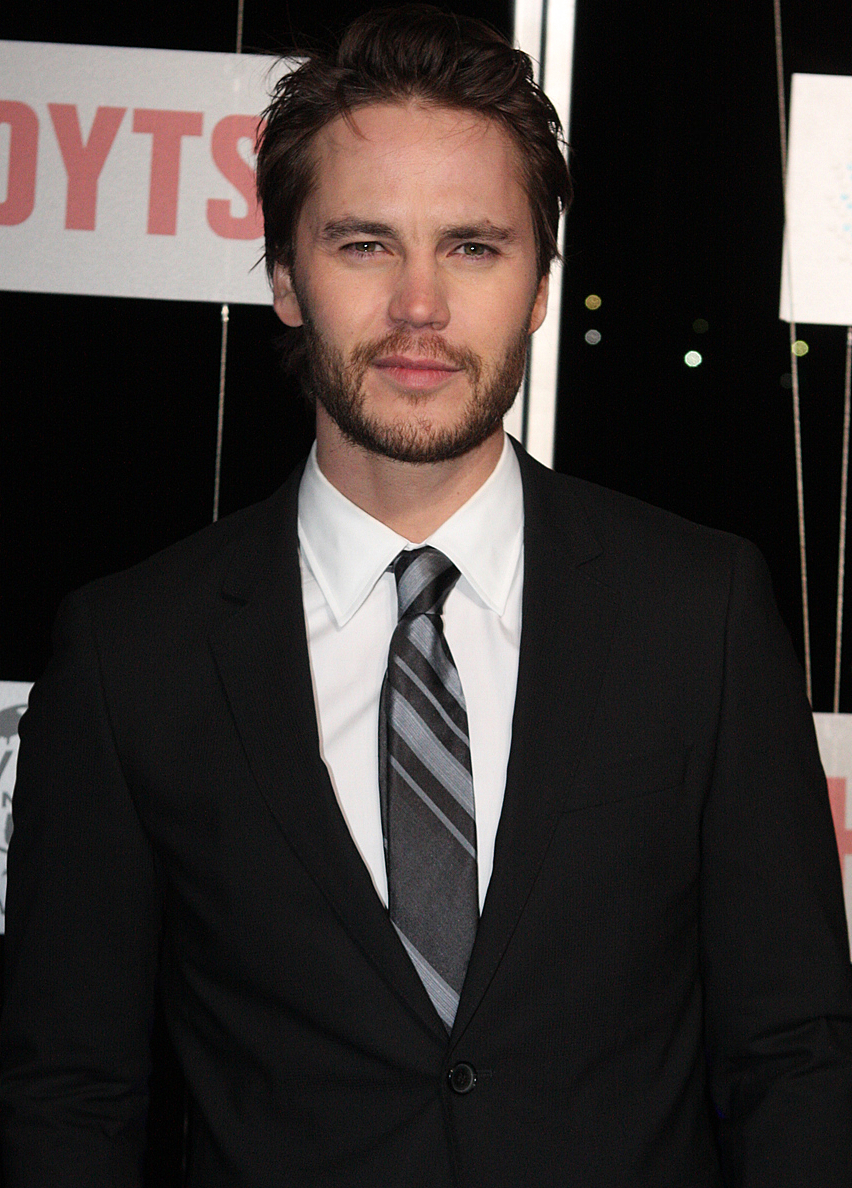
Taylor Kitsch interprète Paul Woodrugh.
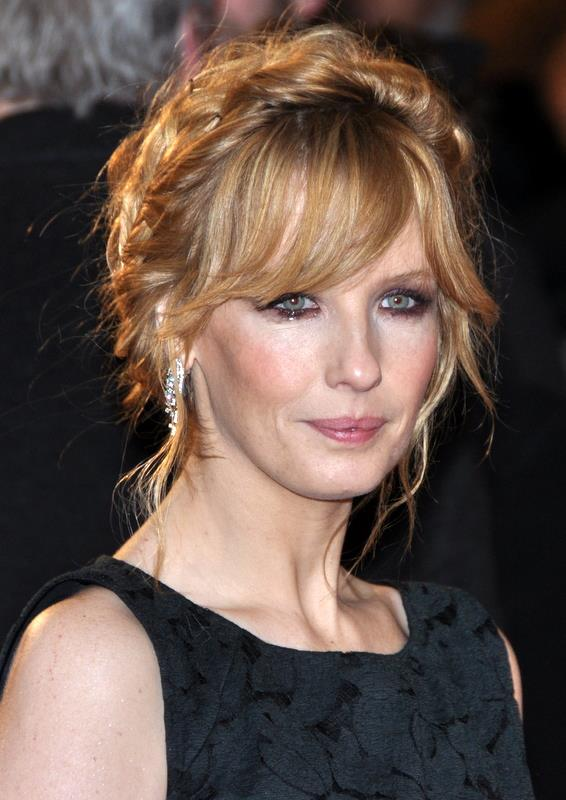
Kelly Reilly interprète Jordan Semyon.
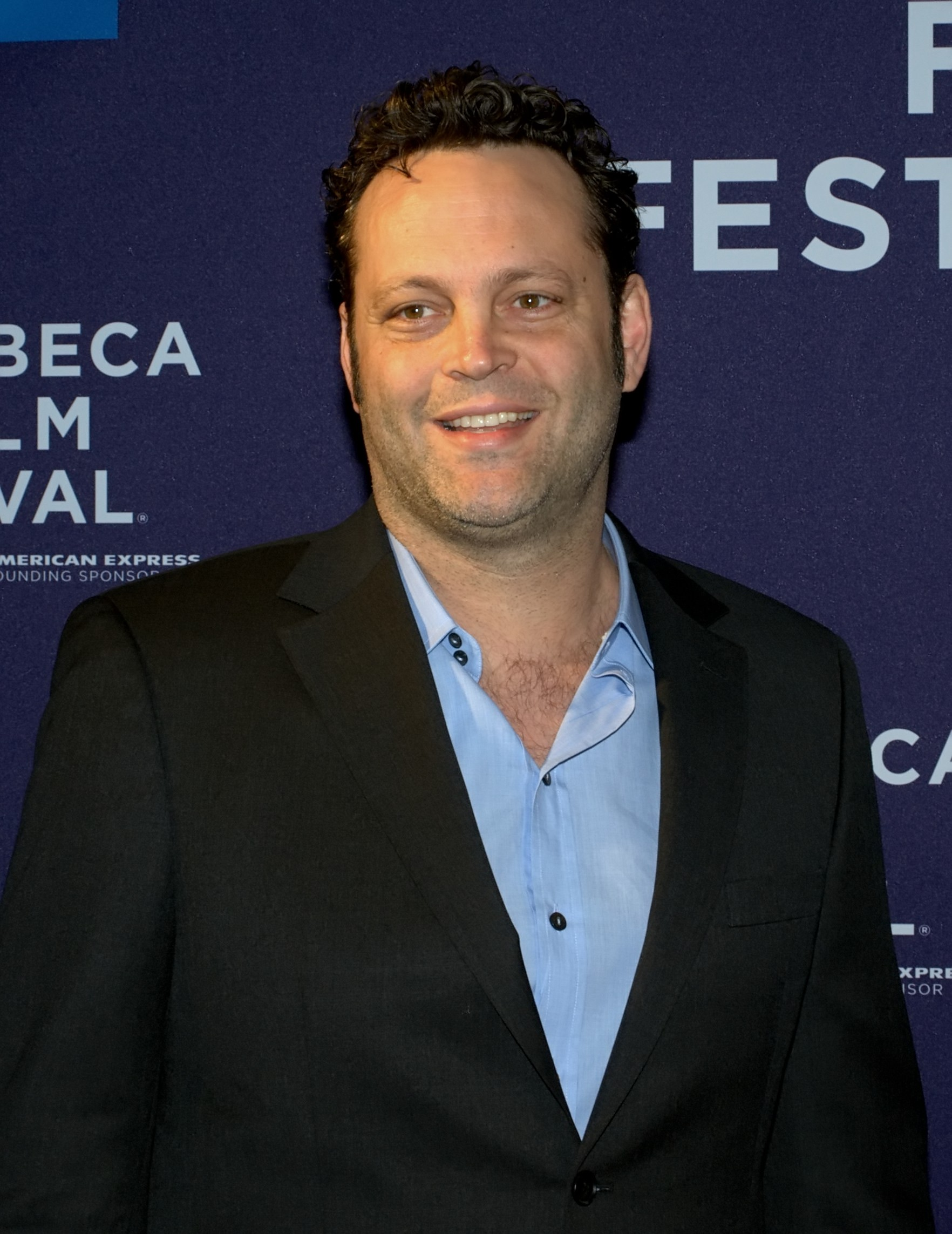
Vince Vaughn interprète Frank Semyon.

#### Acteurs récurrents
- Christopher James Baker (VF : Sylvain Agaësse) : Blake Churchman
- Michael Irby (VF : Jérémie Covillault) : l'inspecteur Elvis Ilinca[8]
- Abigail Spencer (VF : Cindy Tempez) : Alicia[8]
- Leven Rambin (VF : Marie Tirmont) : Athena Bezzerides[8]
- Lolita Davidovich (VF : Naïké Fauveau) : Nancy Simpson[9]
- James Frain (VF : Constantin Pappas) : Kevin Burris
- Riley Smith : Steve Mercier[10]
- Adria Arjona (VF : Vanessa Van-Geneugden) : Emily[11]
- Michael Hyatt (VF : Pascale Vital) : Katherine Davis[12]
- Yara Martinez (VF : Marta Domingo) : Andrea[12]
- Christian Campbell (VF : Laurent Morteau) : Richard Brune[13]
- Jon Lindstrom (en) (VF : Guy Chapellier) : Glenn Ellinger[14]
- Emily Rios : Gabby Behenna[15]
- Ronnie Gene Blevins (en) : Stan[15]
- Timothy V. Murphy (en) (VF : Patrick Laplace) : Osip Agranov[15]
- Afemo Omilami (VF : Denis Maréchal) : le chef de la police Holloway[16]
- Chris Kerson (VF : Emmanuel Karsen) : Nails[16]
- C. S. Lee (VF : Pierre Val) : Richard Geldof[17]
- Rick Springfield (VF : Stéphane Pouplard) : Dr Pitlor[18]
- Ashley Hinshaw : Lacey Lindel[19]
- W. Earl Brown (VF : Gérard Dessalles) : le détective Teague Dixon[20]
- David Morse (VF : Philippe Peythieu) : Eliot Bezzerides[20]
- Courtney Halverson (en) (VF : Claire Beaudoin) : Erica Jonson

### Troisième saison

#### Acteurs principaux
- Mahershala Ali (VF : Daniel Njo Lobé) : l'agent Wayne Hays[21]
- Stephen Dorff (VF : Serge Biavan) : Roland West[22]
- Carmen Ejogo (VF : Charlotte Correa) : Amelia Reardon[23]
- Scoot McNairy (VF : Valentin Merlet) : Tom Purcell
- Ray Fisher (VF : Jérémie Bédrune) : Henry Hays

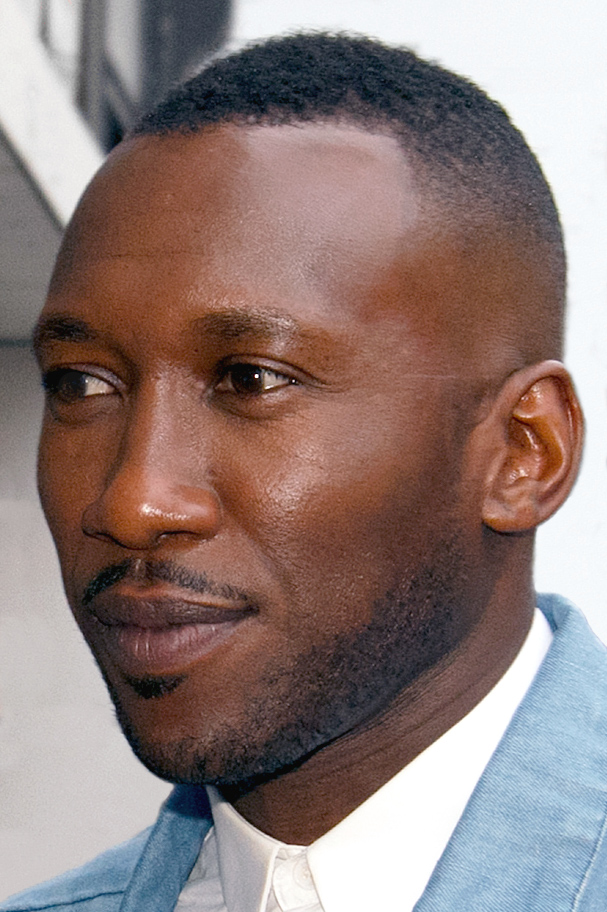
Mahershala Ali interprète Wayne Hays.
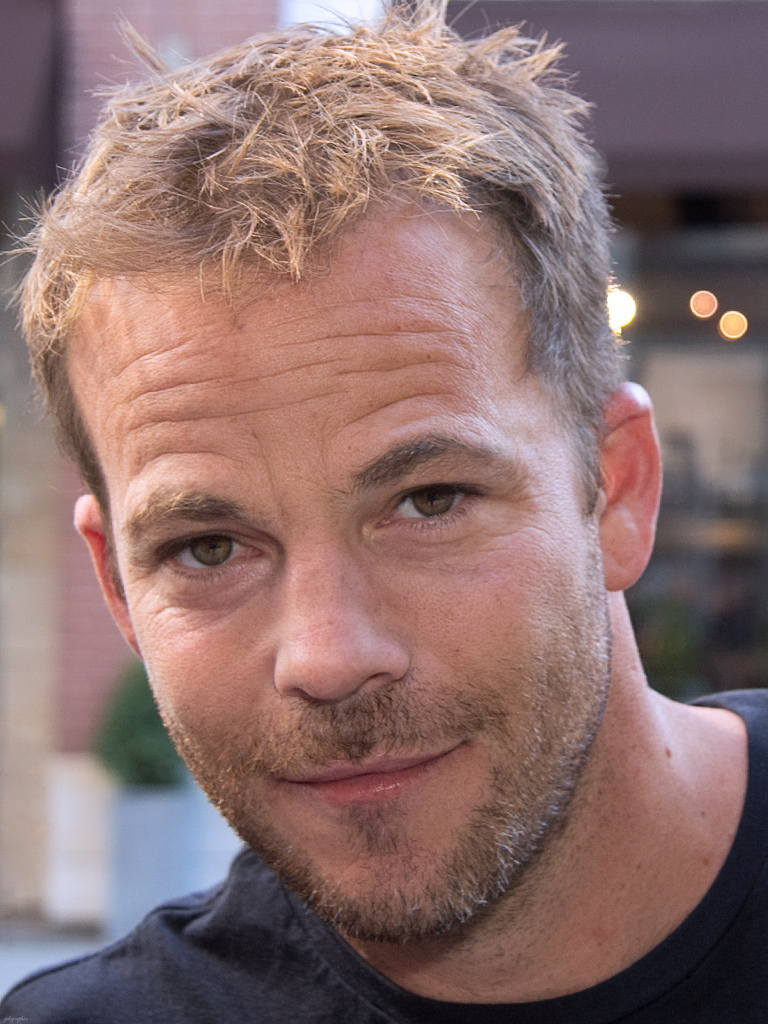
Stephen Dorff interprète Roland West.
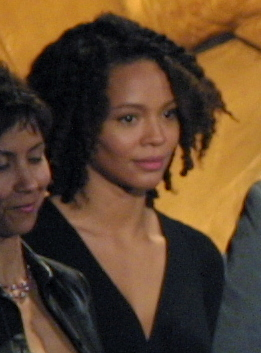
Carmen Ejogo interprète Amelia Reardon.
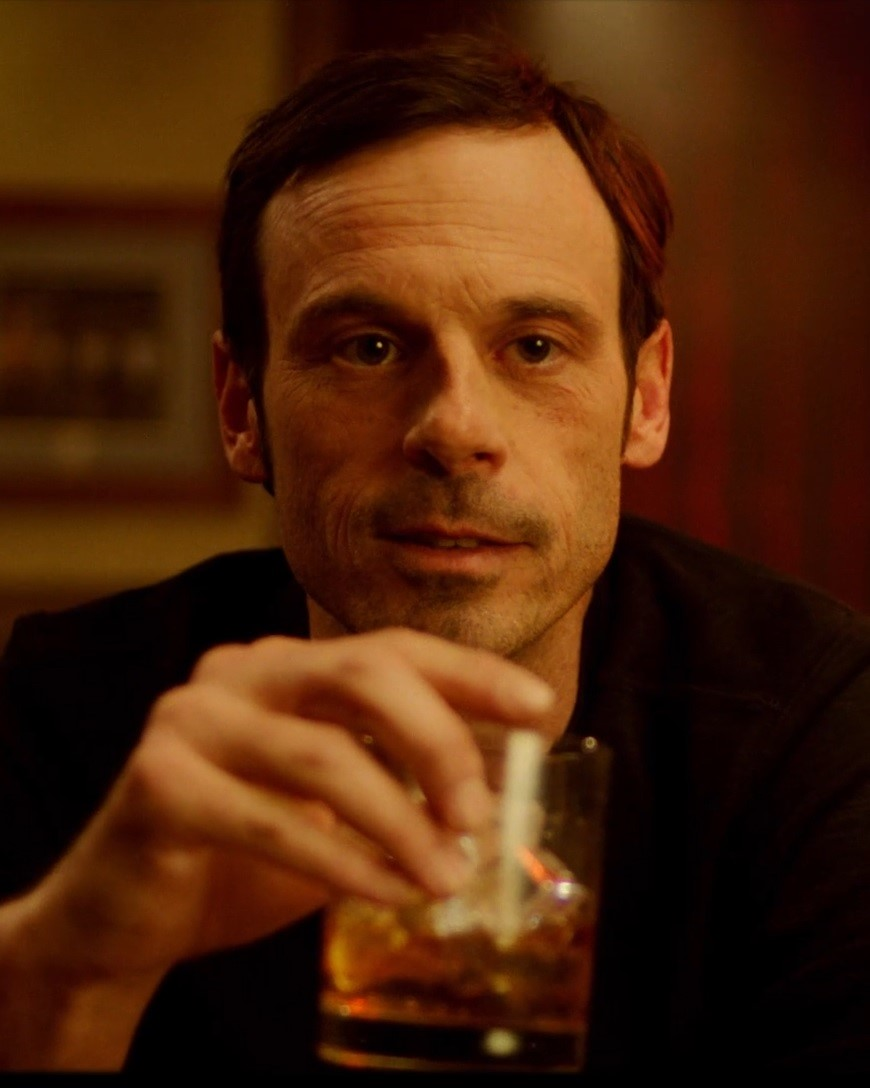
Scoot McNairy interprète Tom Purcell.
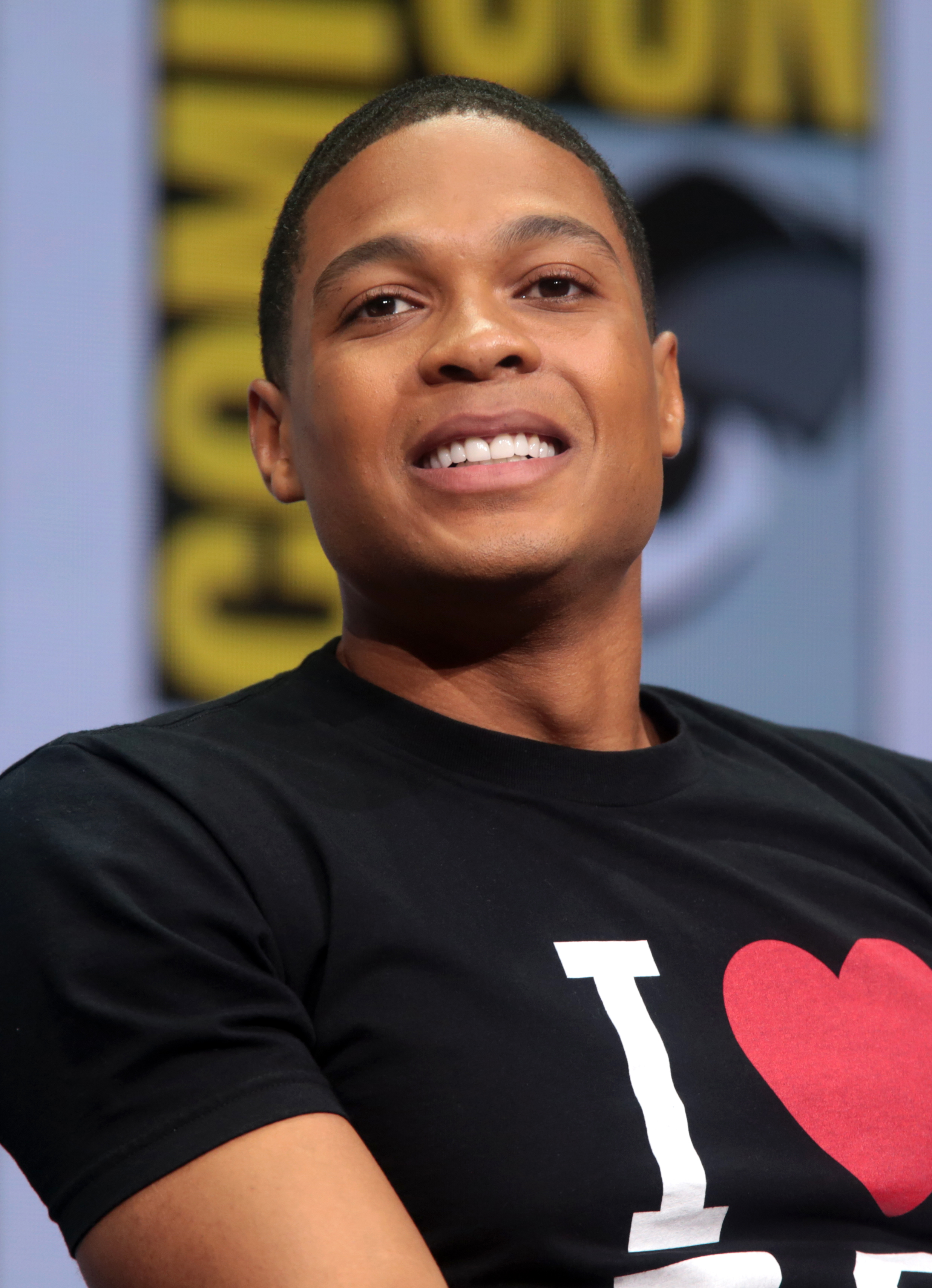
Ray Fisher interprète Henry Hays.

#### Acteurs récurrents
- Mamie Gummer (VF : Dorothée Pousséo) : Lucy Purcell
- Josh Hopkins (VF : Stefan Godin) : Jim Dobkins
- Jon Tenney (VF : François Dunoyer) : Alan Jones
- Michael Graziadei (VF : Damien Boisseau) : Dan O'Brien
- Brett Cullen (VF : Hervé Jolly) : Greg Larson
- Sarah Gadon (VF : Marie Bouvet) : Elisa Montgomery
- Isaiah C. Morgan (VF : Enzo Ratsito) : Henry Hays enfant
- Kennedi Butler (VF : Clotilde Verry) : Becca Hays enfant

### Quatrième saison

#### Acteurs principaux
- Jodie Foster (VF : Julie Dumas) : la cheffe Liz Danvers
- Kali Reis (VF : Laëtitia Lefebvre) : l'agent Evangeline Navarro
- Fiona Shaw (VF : Josiane Pinson) : Rose Aguineau
- Finn Bennett (en) (VF : Gauthier Battoue) : l'officier Peter Prior
- John Hawkes (VF : Cédric Dumond) : le capitaine Hank Prior
- Isabella Star LaBlanc (en) (VF : Flora Kaprielian) : Leah Danvers
- Christopher Eccleston (VF : Sylvain Agaësse): le capitaine Ted Connelly

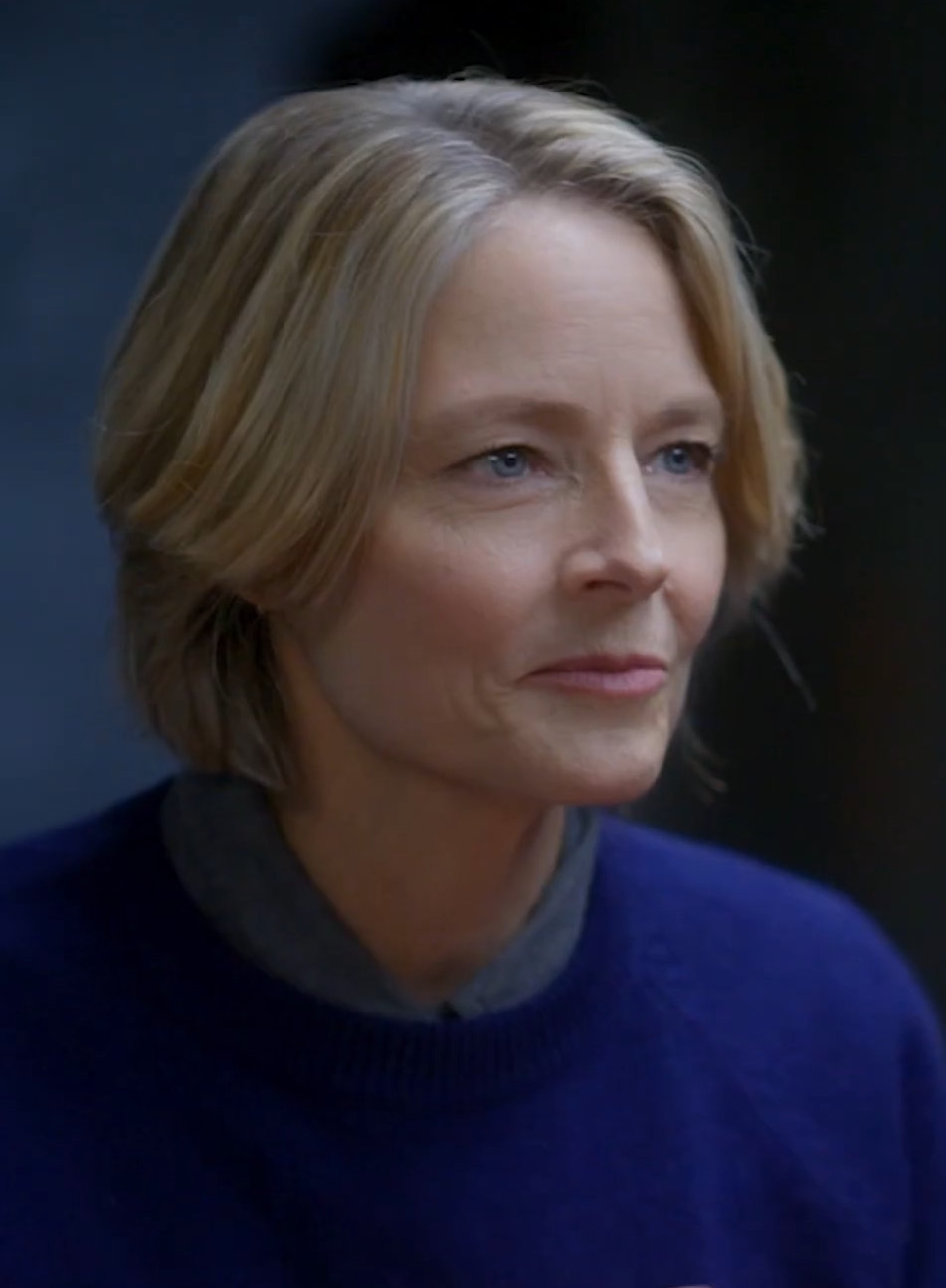
Jodie Foster interprète Liz Danvers
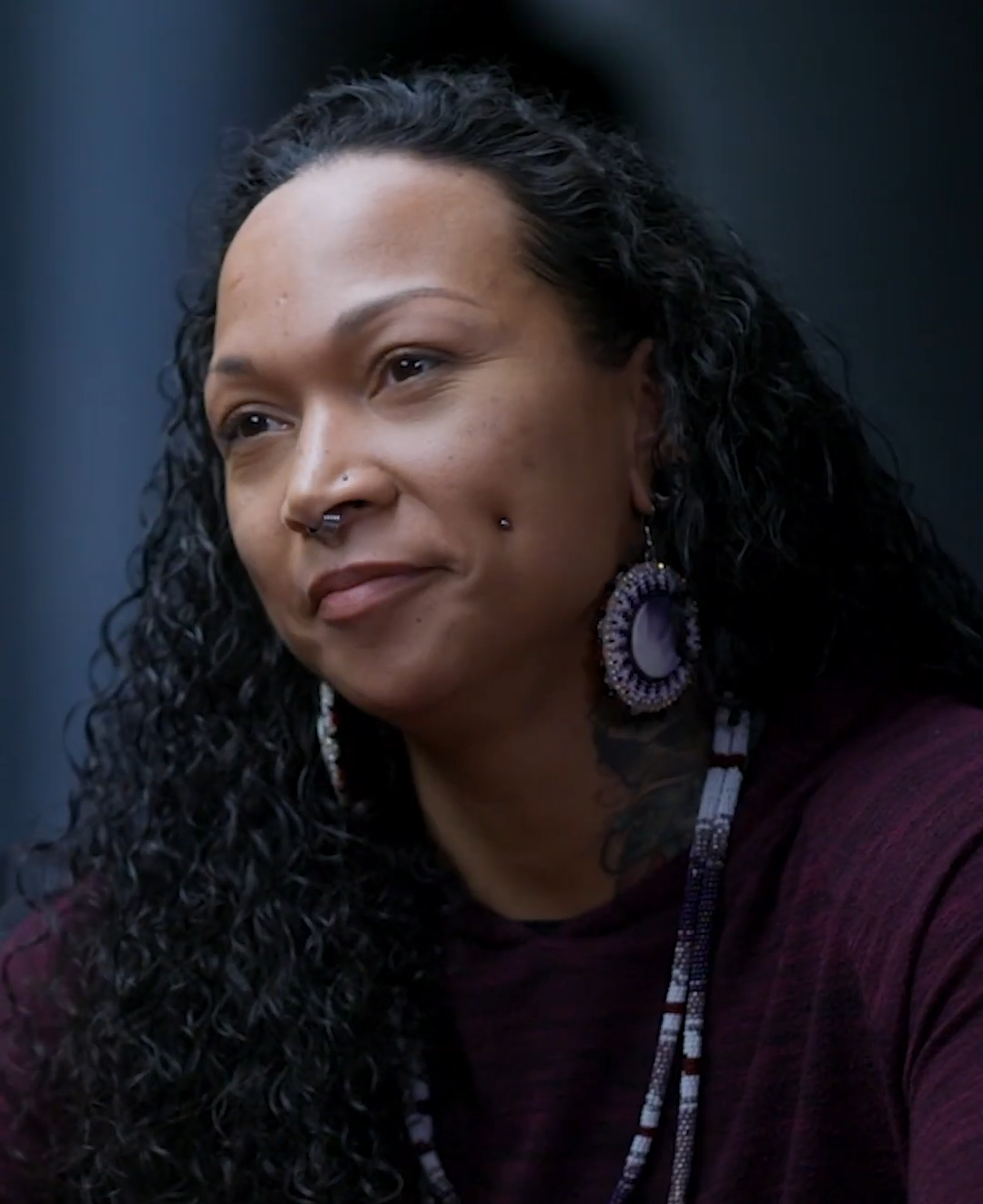
Kali Reis interprète Evangeline Navarro
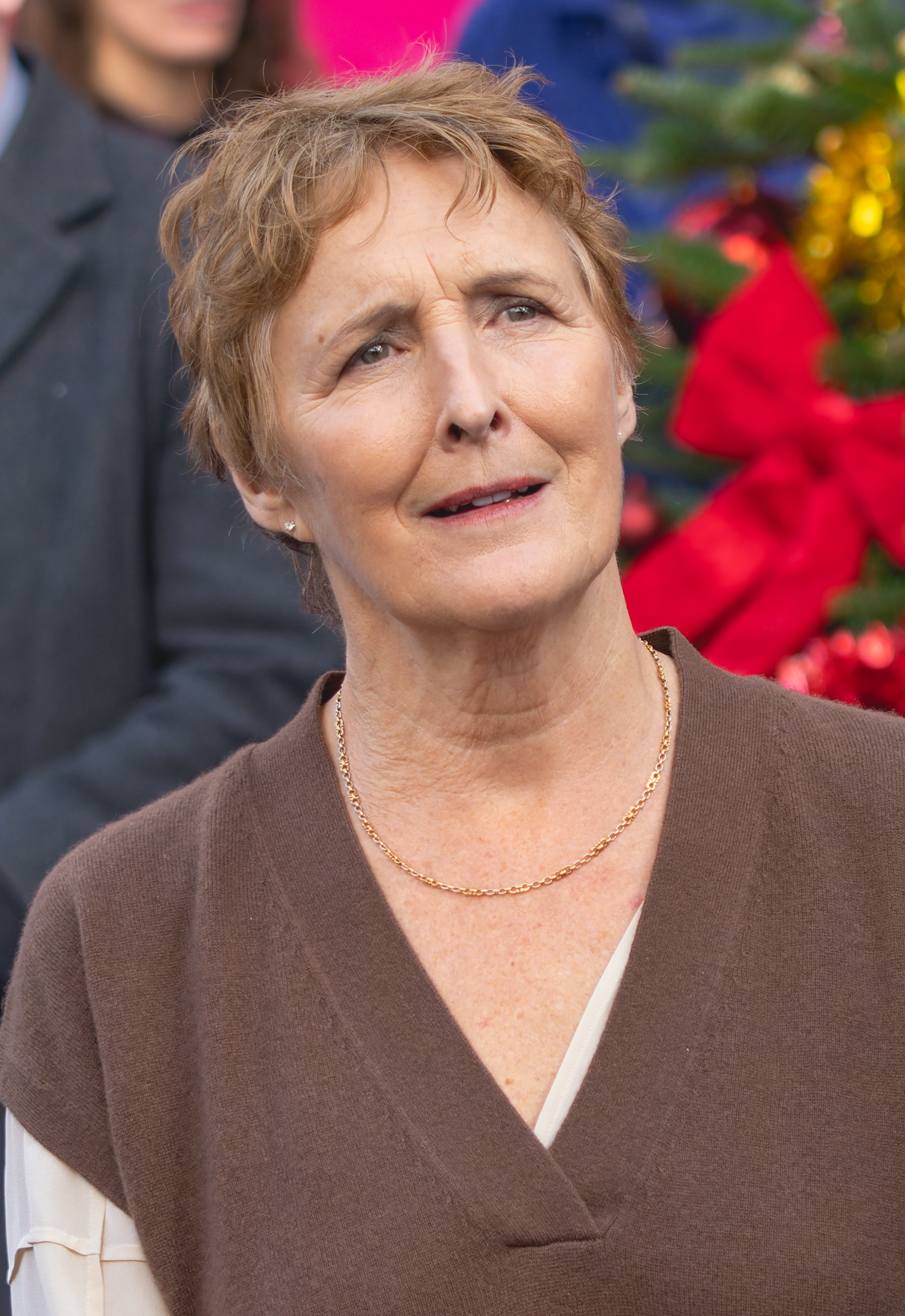
Fiona Shaw interprète Rose Aguineau
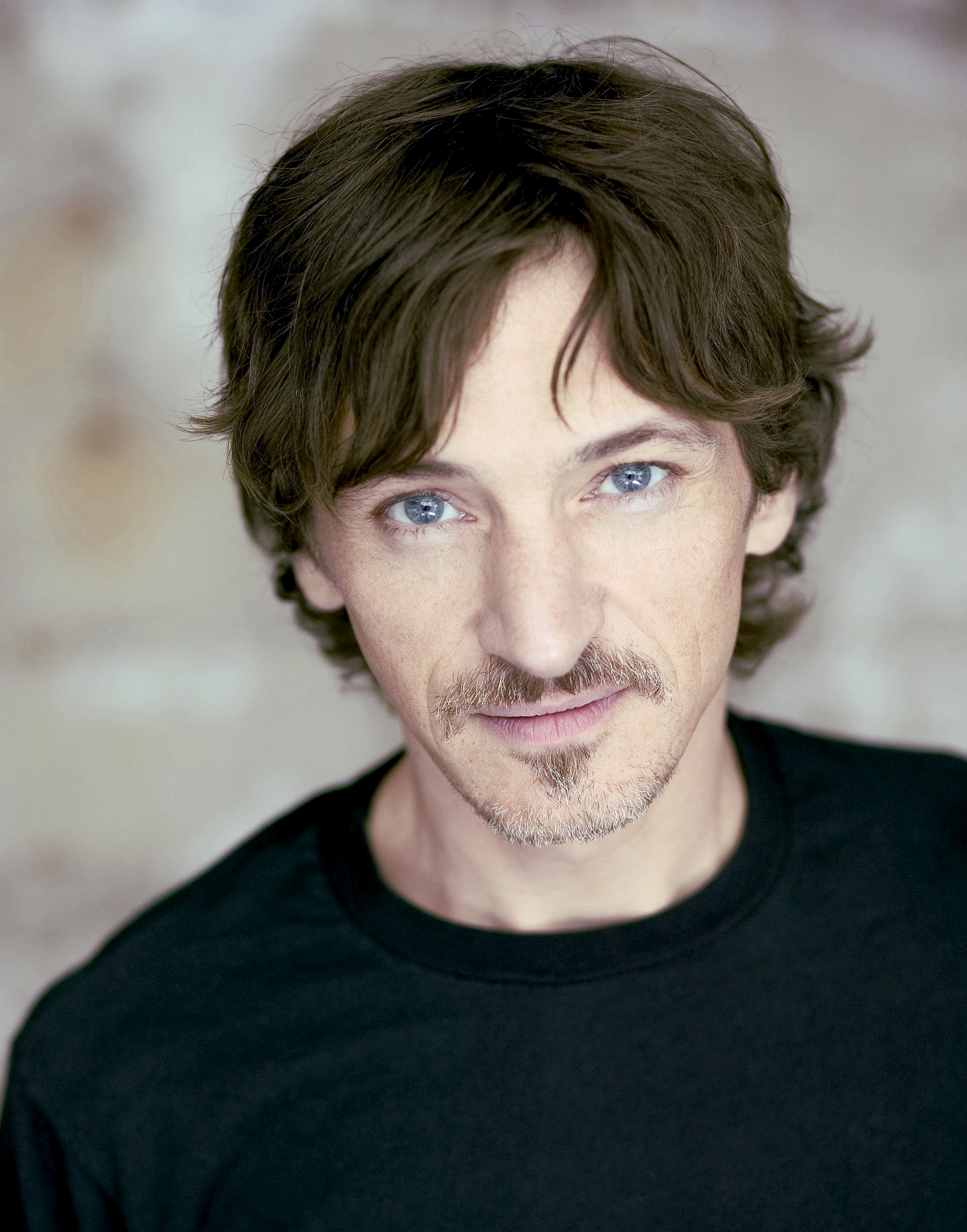
John Hawkes interprète Hank Prior
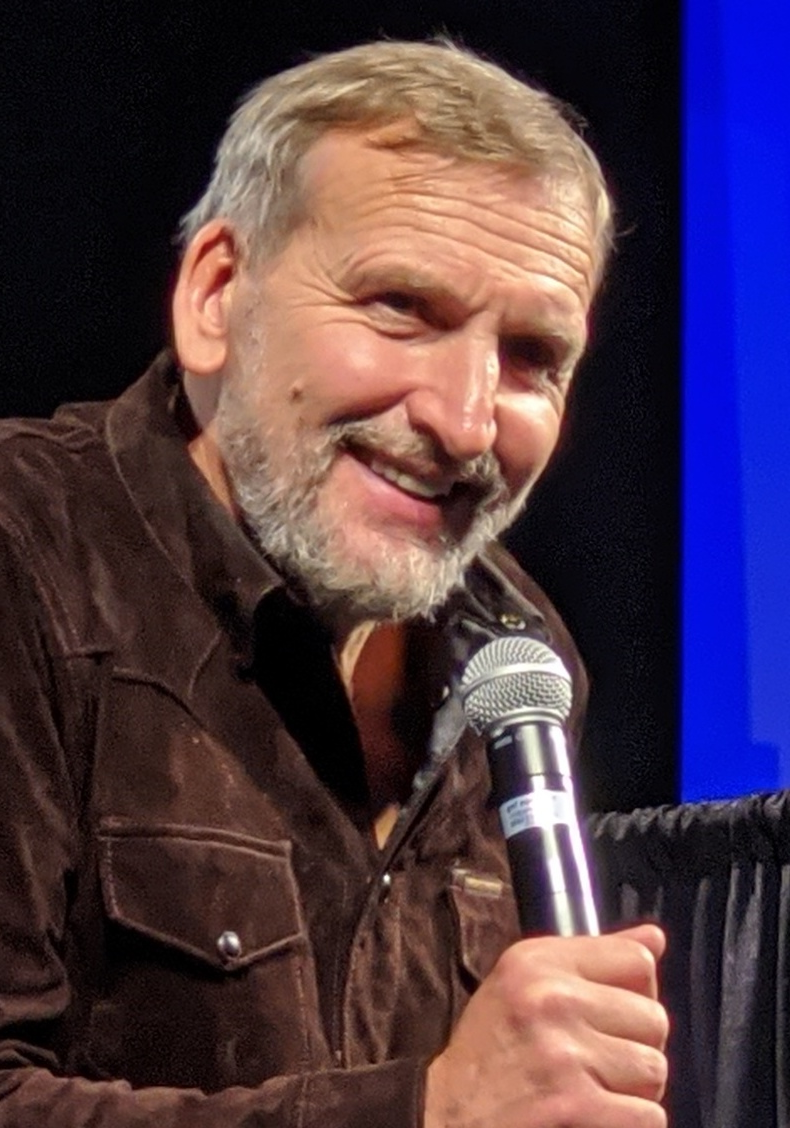
Christopher Eccleston interprète Ted Connelly

#### Acteurs récurrents
- Anna Lambe (en) (VF : Zina Khakhoulia) : Kayla Prior
- Dervla Kirwan (VF : Alexandra Vandernoot) : Kate McKitterick
- L'xeis Diane Benson : Beatrice « Bee »
- Aka Niviâna : Julia Navarro
- Joel D. Montgrand (en) (VF : Thibaut Belfodil): Eddie Qavvik
- Owen McDonnell (en) (VF : Valentin Merlet) : Raymond Clark
- Erling Eliasson : Travis Cohle
- Donnie Keshawarz (VF : Emmanuel Lemire) : Adam Bryce
- Bridie Trainor (VF : Laurence Breheret) : Susan Ineak
- Nivi Pedersen : Annie Kowtok

Version française dirigée par Julien Kramer au studio Chinkel,, d'après une adaptation des dialogues d'Ivan Olariaga, Stéphane Guissant, Géraldine le Pelletier (saison 3, épisodes 2 et 6) et Céline Rimbaut (saison 4). L'enregistrement et le mixage sont assurés par Alice Desseauve, Jean-Christophe Sabatier, Laurent Lepaumier, Rodolphe Demay et Amaury Toustou.
 Source et légende : version française (VF) sur RS Doublage et Doublage Séries Database

## Production

### Développement
En avril 2012, HBO a commandé une mini-série de huit épisodes. Tous ont été écrits par Nic Pizzolatto et réalisés par Cary Fukunaga.
En mai 2014, Nic Pizzolatto annonce que la série aura une deuxième saison sans dévoiler ou confirmer le nombre d'épisodes. Il ajoutera plus tard que cette saison comptera trois personnages principaux et que l'intrigue se déroulera dans une région peu connue de la Californie, se tenant loin de Los Angeles. Si Nic Pizzolatto reste à l'écriture de l'intégralité des épisodes, la réalisation serait cette fois-ci confiée à un réalisateur différent par épisode ; différents noms, dont celui de William Friedkin ont circulé,. En septembre 2014, HBO confirme que la deuxième saison sera composée de huit épisodes et que les deux premiers seront réalisés par Justin Lin.
En août 2017, HBO confirme une troisième saison.
En mai 2022, HBO confirme qu'il y aura bien une quatrième saison, elle est prévue pour 2023. Pour la première fois depuis la création de la série, Nic Pizzolatto n'est plus show runner ni scénariste, mais simple producteur. Issa López, une réalisatrice-autrice mexicaine, le remplace.
En février 2024, HBO confirme le développement d'une cinquième saison par Issa López, la quatrième saison ayant été la saison la plus regardée depuis la création de la série.

### Influences
L'une des influences majeures du scénariste et créateur de la série Nic Pizzolatto est le recueil de nouvelles fantastiques Le Roi en jaune (The King in Yellow),  de Robert W. Chambers, paru en 1895. L'information a été pour la première fois rapportée par The Wall Street Journal, suivi par de nombreux médias qui tentent de décrypter sur Internet les clins d’œil des différents épisodes après leur diffusion. Pizzolatto a également dit s'être inspiré des œuvres de Stephen King et Raymond Chandler, eux-mêmes influencés par les travaux de Chambers.
La série fait d'ailleurs des références directes à The King in Yellow. Dans l'épisode 2, Seeing Things, le journal intime de la victime révèle les mots : « Yellow King » et « Carcosa », la ville fictive où se déroule l'action de la nouvelle. Certains passages de l’œuvre sont intégralement repris dans la série. Le cinquième épisode The Secret Fate of All Life est parsemé de références, avec le personnage de LeDoux disant à Cohle « nous sommes à Carcosa maintenant » et il répète que « les étoiles noires montent »,.
| « Along the shore the cloud waves break, The twin suns sink beneath the lake, The shadows lengthen In Carcosa. Strange is the night where black stars rise, And strange moons circle through the skies But stranger still is Lost Carcosa. [...] »— Robert W. Chambers, Cassilda's Song dans The King in Yellow (1895). | « Au long du lac se brisent les vagues de nuages Les deux soleils jumeaux meurent sur ses rivages Et les ombres s'allongent Sur Carcosa Si étrange est la nuit sous les étoiles noires Si étranges les lunes tournant au ciel du soir Mais plus étrange encore Est Carcosa [...] »— Traduction du Roi en jaune par Christophe Thill. |

Certains éléments visuels font directement référence à ce passage, intégralement recopié dans le journal de Dora Lange : les tatouages et les dessins d'astres noirs ; les « soleils jumeaux » sont représentés par la réverbération d'un soleil couchant sur un lac de Louisiane, etc. Un autre passage du narrateur de la nouvelle reprend également les références ci-dessus : « C’est ce qui me trouble, le fait de ne pouvoir oublier Carcosa où les astres noirs sont suspendus aux cieux ; où les ombres des pensées des hommes se prolongent dans l’après-midi, quand les soleils jumeaux disparaissent dans le lac de Hali ; et mon esprit ne peut supporter la réminiscence du Masque Livide »,.
Le succès de la série a entraîné une vente massive de la nouvelle, le fournisseur en ligne Amazon étant temporairement en rupture de stock au mois de février 2014,. Son édition numérique est libre de droit et disponible gratuitement en ligne.
Nic Pizzolatto avoue également s'être inspiré d'un fait divers, détaillé dans un documentaire de VICE revenant sur les abus sexuels sur mineurs et séances sataniques avoués en l'église Hosanna (Ponchatoula, Louisiana).

### Attribution des rôles
En mars 2012, Matthew McConaughey et Woody Harrelson ont été choisis pour les rôles principaux des deux policiers de la première saison.
En septembre 2014, Colin Farrell, Vince Vaughn, Rachel McAdams et Taylor Kitsch, sont annoncés pour les quatre rôles principaux de la deuxième saison.

### Tournage
La première saison a été tournée et se déroule dans le sud de la Louisiane.

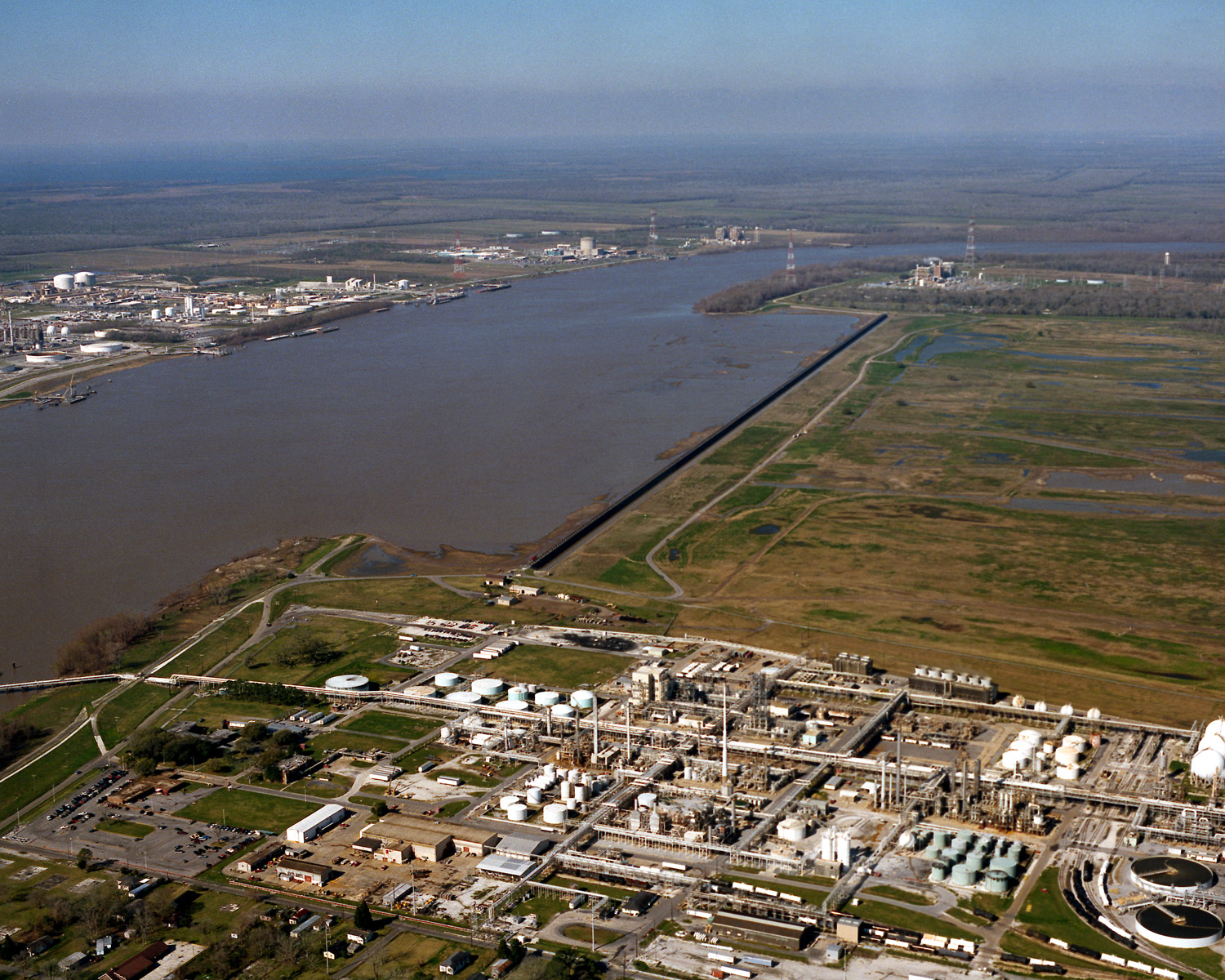
La Bonnet Carré Spillway, l'un des lieux de tournage de la première saison.
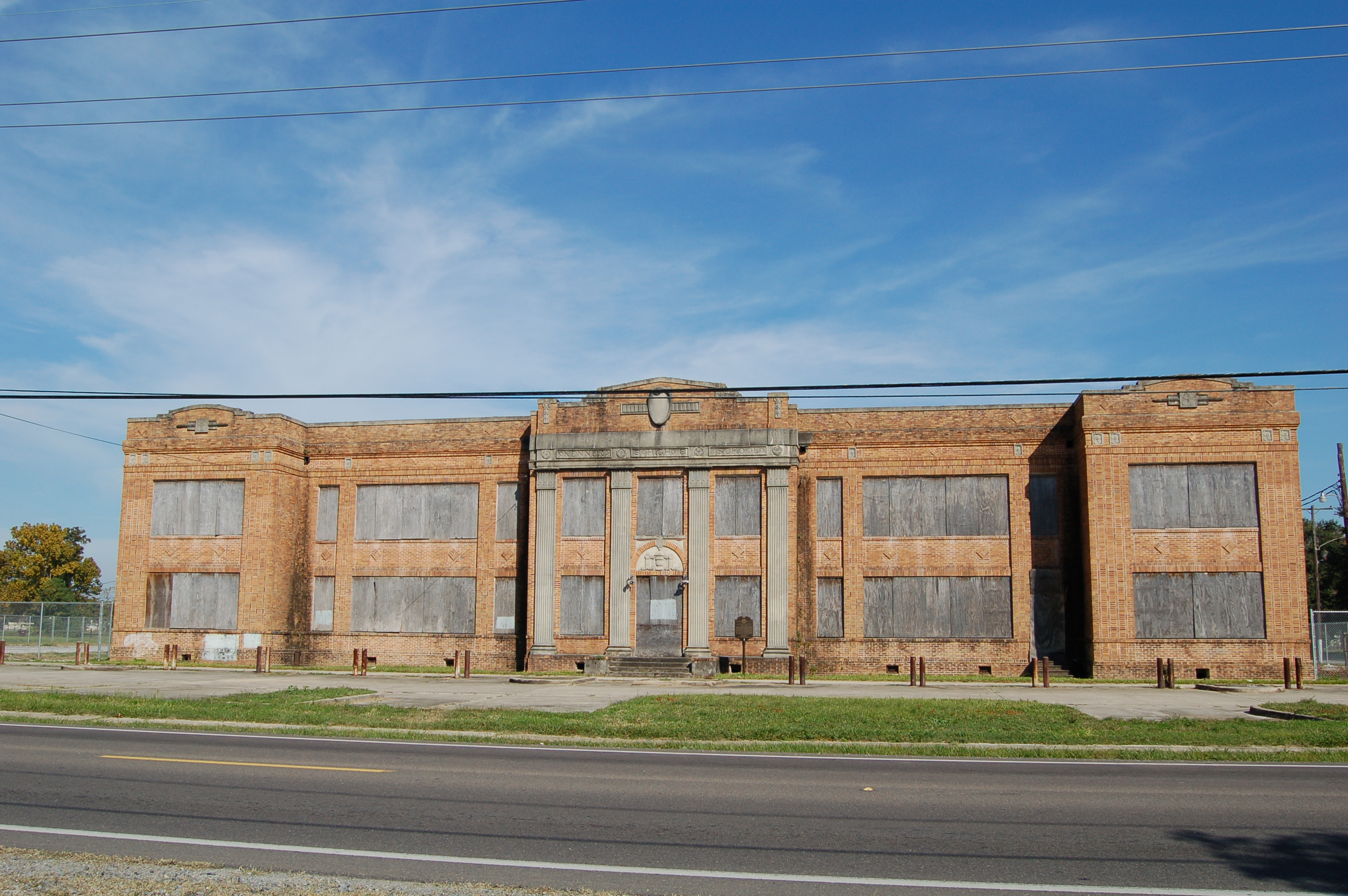
L'ancienne école de Kenner.
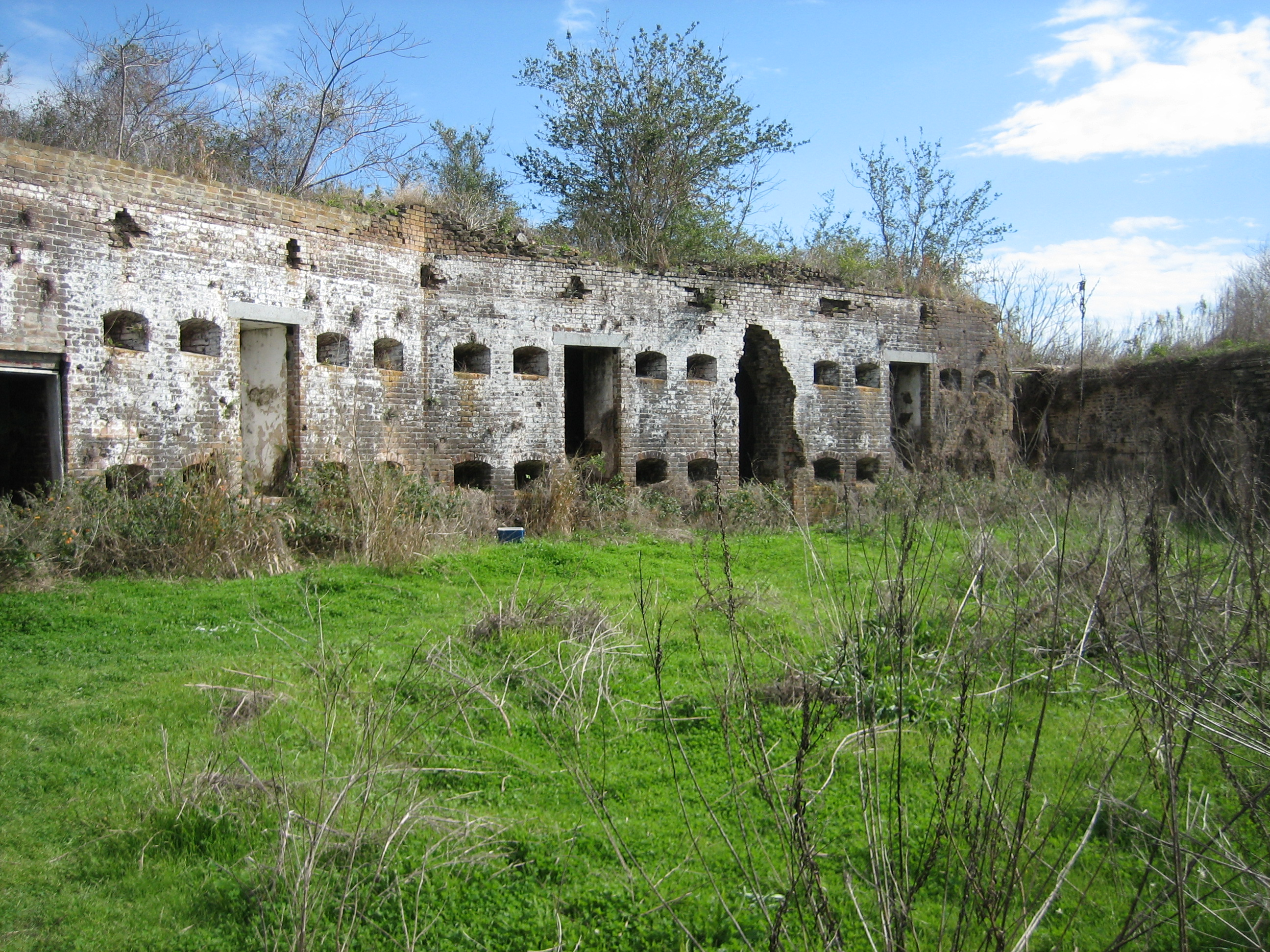
Le Fort Macomb, lieu de tournage d'une partie de l'épisode 8.

La deuxième saison a été tournée en Californie, en automne 2014.

### Fiche technique
- Titre original et français : True Detective
- Création : Nic Pizzolatto
- Réalisation :
  - Saison 1 : Cary Fukunaga
  - Saison 2 : Justin Lin (ep. 1-2), Janus Metz (ep. 3), Jeremy Podeswa (ep. 4), John Crowley (ep. 5, 8), Miguel Sapochnik (ep. 6), Daniel Attias (ep. 7)
  - Saison 3 : Jeremy Saulnier (ep. 1-2), Daniel Sackheim (ep. 3, 6, 7, 8), Nic Pizzolatto (ep. 4, 5)
  - Saison 4 : Issa López
- Scénario : Nic Pizzolatto (saisons 1 à 3), Scott Lasser (saison 2, ep. 4 et 6), David Milch (saison 3, ep. 4), Graham Gordy (saison 3, ep. 6), Issa López (saison 4)
- Direction artistique :
- Décors : Alex DiGerlando, Cynthia Anne Slagter, Tim Beach et Mara LePere-Schloop
- Costumes : Jenny Eagan
- Photographie : Adam Arkapaw
- Montage : Affonso Gonçalves, Alex Hall et Meg Reticker
- Musique : T Bone Burnett (compositeur) ; Far From Any Road de The Handsome Family (générique saison 1) ; Nevermind de Leonard Cohen (générique saison 2) ; Lera Lynn (chanteuse saison 2) ; Death Letter de Cassandra Wilson (générique saison 3) ; Bury a Friend de Billie Eilish (générique saison 4)
- Casting : Christine Kromer, Meagan Lewis, Alexa L. Fogel
- Production : Carol Cuddy, Bard Dorros ; Richard Brown, Steve Golin, Woody Harrelson, Matthew McConaughey, Scott Stephens, Cary Joji Fukunaga et Nic Pizzolatto (délégués)
- Sociétés de production : Anonymous Content, Parliment of Owls, Passenger et Neon Black
- Sociétés de distribution : HBO
- Pays d'origine :  États-Unis
- Langue originale : anglais
- Format : couleurs - 35 mm - 1,78:1 - son Dolby Digital
- Genre : drame, policier, thriller, action, anthologie
- Durée : 60 minutes
- Classification :
- États-Unis : TV-MA[47]
- France : Déconseillé aux moins de 12 ans[48]

## Épisodes
| Saison | Saison | Nombre d'épisodes | Diffusion originale (HBO) | Diffusion originale (HBO) | Diffusion originale (HBO) | Diffusion originale (HBO)      |
| Saison | Saison | Nombre d'épisodes | Années                    | Début de saison           | Fin de saison             | Audience moyenne (en millions) |
| ------ | ------ | ----------------- | ------------------------- | ------------------------- | ------------------------- | ------------------------------ |
|        | 1      | 8                 | 2014                      | 12 janvier 2014           | 9 mars 2014               | 2.33                           |
|        | 2      | 8                 | 2015                      | 21 juin 2015              | 9 août 2015               | 2.61                           |
|        | 3      | 8                 | 2019                      | 13 janvier 2019           | 24 février 2019           | 1,24                           |
|        | 4      | 6                 | 2024                      | 14 janvier 2024           | 25 février 2024           |                                |

### Première saison (2014)
1. La Longue Obscurité lumineuse (The Long Bright Dark)
2. Visions (Seeing Things)
3. La Chambre forte (The Locked Room)
4. Qui est là ? (Who Goes There)
5. Le Destin secret de toute vie (The Secret Fate of All Life)
6. Maisons hantées (Haunted Houses)
7. Après ton départ (After You've Gone)
8. Forme et vide (Form and Void)

### Deuxième saison (2015)
La deuxième saison est diffusée à partir du 21 juin 2015,.
1. Le Livre des morts occidental (The Western Book of the Dead)
2. La Nuit te découvre (Night Finds You)
3. Peut-être demain (Maybe Tomorrow)
4. La Chute viendra (Down Will Come)
5. Autres Vies (Other Lives)
6. Église en ruines (Church in Ruins)
7. Cartes noires et chambres de motel (Black Maps and Motel Room)
8. Gare Omega (Omega Station)

### Troisième saison (2019)
Cette saison de huit épisodes est diffusée à partir du 13 janvier 2019.
1. La Grande guerre et la mémoire moderne (The Great War and Modern Memory)
2. Dites au revoir à demain (Kiss Tomorrow Goodbye)
3. Le Grand jamais (The Big Never)
4. L'Heure et le jour (The Hour and the Day)
5. Fantômes (If You Have Ghosts)
6. Chasseurs dans la nuit (Hunters in the Dark)
7. Territoires ultimes (The Final Country)
8. Je suis retrouvée (Now Am Found)

### Quatrième saison (2024):Night Country
Note : Pour les informations de renouvellement, voir la section Production.
Cette saison de six épisodes, sans titres, est diffusée à parti du 14 janvier 2024.

### Cinquième saison (2026)
Cette saison est prévue pour 2026,.

## Accueil de la première saison

### Audiences

#### Aux États-Unis
La première saison a réalisé de bonnes audiences. Le pilote a été suivi par 2,3 millions de téléspectateurs et 3,3 millions en incluant la rediffusion dans la soirée. Pour HBO, il s'agit du meilleur démarrage d'une de ses séries depuis Boardwalk Empire, en 2010 qui a pu réunir 4,8 millions de téléspectateurs.
Le dernier épisode, qui a réalisé un record d'audience pour la série, a été suivi par 3,5 millions de téléspectateurs et 4,9 millions en comptant les rediffusions. Il s'agit d'une augmentation de plus de 50 % par rapport au premier épisode de la série. La diffusion du dernier épisode a d'ailleurs fait planter HBO Go, la plate-forme en streaming de la chaîne, en raison d'un trop grand nombre de connexions.
Selon HBO, la première saison a été suivie en moyenne par 11 millions de téléspectateurs en incluant les multiples rediffusions sur la chaîne et les plates-formes de vidéo à la demande ou de rattrapage,. Il s'agit de la meilleure performance pour une série en première saison depuis Six Feet Under en 2001, qui a été suivie par 11,4 millions de téléspectateurs.

### Réception critique
La première saison a rapidement reçu un accueil critique positif. L'agrégateur de critiques Rotten Tomatoes affiche 88 % de critiques positives avec le label « Certified Fresh » et une note moyenne de 8,4⁄10 d'après 53 critiques. Sur Metacritic, 39 critiques totalisent 88⁄100 de critiques positives, accordant à la première saison le label « Universal acclaim ». Le San Francisco Chronicle indique que « les dialogues sont riches, expressifs et provocateurs, et ils ajoutent une once de gothique à la série. Le réalisateur Cary Joji Fukunaga fait bon usage des décors de Louisiane, leur donnant autant d'importance que les personnages de Cohle et Hart. Tous les acteurs sont superbes, mais McConaughey et Harrelson forment une classe à eux seuls,. » Sur le site HitFix, un critique ajoute que « les deux personnages principaux sont si puissants, les dialogues si évocateurs, le style si intense, que le format hybride de mini-série d'anthologie choisi par Pizzolatto annonce un possible changement dans le domaine des séries télévisées dramatiques, ». En France, le blog Le Monde des Séries compare le pilote à un roman policier : « True Detective, la nouvelle série policière de HBO, la série la plus attendue de ce début d'année, puise à cette source qui a alimenté tant de succès, tant de chefs-d'œuvre, qui a achevé de populariser un genre trop longtemps considéré par erreur comme mineur, comme peu recommandable, comme insuffisamment littéraire. Cette fiction, créée et écrite par Nic Pizzolatto, accomplit un fascinant bond en arrière pour ramener du passé un récit qui pourrait être un énorme livre, un récit radical, violent, âpre, qui se soucie d'une seule chose : raconter une histoire. »
Après la diffusion du quatrième épisode, certains critiques qualifient la série de « meilleur programme à la télévision » et beaucoup remarquent le plan-séquence de six minutes à la fin de l'épisode. The A.V. Club écrit qu'« il y a peu de chance que nous revoyons à nouveau une telle séquence de tension aussi bien maîtrisée sur nos écrans en 2014. Cette scène est à ce jour le point d'orgue de la réalisation de Cary Fukunaga,. » Le magazine Time le qualifie de « tour-de-force » et écrit qu'il s'agit de l'une des scènes les plus incroyables de la télévision cette année,. Rolling Stone ajoute que l'« échange de tirs final est la meilleure séquence d'action de la télévision depuis l'épisode Blackwater de Game of Thrones,. »

## Accueil de la deuxième saison
Aux États-Unis, les critiques ont été beaucoup plus mitigées pour cette deuxième saison que pour le premier opus. Ainsi Rotten Tomatoes affiche un score de 65 % de critiques positives (contre 85 % en saison 1) tandis que Metacritic lui donne un score de 61⁄100 (contre 85⁄100).
L'audience moyenne par épisode lors de leur première diffusion aux États-Unis a été de 2,6 millions de téléspectateurs. Le pilote de la saison 2 a drainé 3,17 millions de téléspectateurs tandis que le final en a attiré 2,73 millions.
En France, Télérama, à la vue de la saison entière parle « d'un échec quasi général. Le miracle n'a pas eu lieu. Trop attendue, trop pressée d'exceller, la saison 2 de True Detective a déçu sur presque toute la ligne. Elle a multiplié les lourdeurs, les maladresses, les artifices, les longueurs ». Le blog Le Monde des Séries considère que « la saison 2 n'a ni à pâlir, ni à rougir. La trame des huit épisodes est complexe et riche. Elle n'est pas tout à fait assez tendue, ni assez cohérente. Il manque, on le sent, un peu de travail, de réécriture, d'appropriation du récit ».

## Produits dérivés

### Sortie DVD et Disques Blu-ray
| Intitulé du coffret       | Nombre d'épisodes | Sortie DVD et disques Blu-ray | Sortie DVD et disques Blu-ray | Sortie DVD et disques Blu-ray | Sortie DVD et disques Blu-ray | Sortie DVD et disques Blu-ray |
| Intitulé du coffret       | Nombre d'épisodes | Zone 1 (dont États-Unis)      | Zone 2 (dont France)          | Zone 4 (dont Australie)       | Nombre de disques             | Éditeur                       |
| ------------------------- | ----------------- | ----------------------------- | ----------------------------- | ----------------------------- | ----------------------------- | ----------------------------- |
| True Detective - Saison 1 | 8                 | 10 juin 2014                  | 9 juin 2014                   | 25 juin 2014                  | 3                             | HBO Home Entertainment        |

## Distinctions

### Récompenses
- Critics' Choice Television Awards 2014 : Meilleur acteur dans une série dramatique pour Matthew McConaughey[81]
- Primetime Emmy Awards 2014 : Meilleure réalisation pour une série télévisée dramatique pour Cary Joji Fukunaga pour l'épisode Qui est là ?
- Television Critics Association Awards 2014 :
  - Meilleure mini-série ou meilleur téléfilm
  - Meilleure performance individuelle dans une série dramatique pour Matthew McConaughey
- Golden Globes 2025 : Meilleure actrice dans une mini-série ou un téléfilm pour Jodie Foster

### Nominations

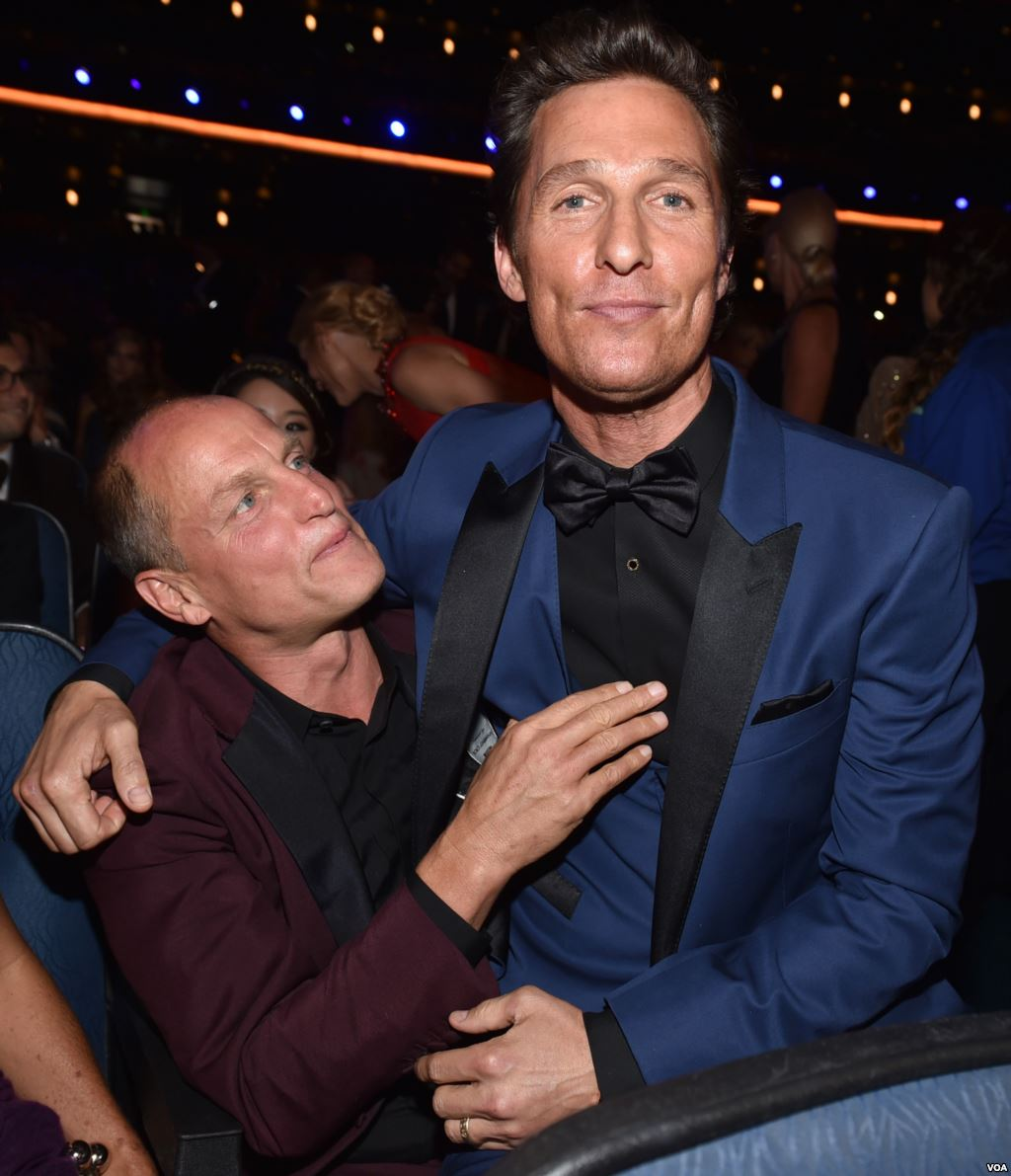
Woody Harrelson et Matthew McConaughey à la des Primetime Emmy Awards.

- Critics' Choice Television Awards 2014 : Meilleure série dramatique
- Primetime Emmy Awards 2014 :
  - Meilleure série télévisée dramatique
  - Meilleur acteur dans une série télévisée dramatique pour Woody Harrelson et Matthew McConaughey
  - Meilleur scénario pour une série télévisée dramatique pour Nic Pizzolatto pour l'épisode Le Destin secret de toute vie
- Television Critics Association Awards 2014 :
  - Série de l'année
  - Meilleure nouvelle série
- Satellite Awards 2014 :
  - Meilleure série télévisée dramatique
  - Meilleur acteur dans une série télévisée dramatique pour Woody Harrelson
  - Meilleure actrice dans un second rôle dans une série télévisée pour Michelle Monaghan
- Screen Actors Guild Awards 2014 : Meilleur acteur dans une série télévisée dramatique pour Woody Harrelson et Matthew McConaughey
- Golden Globes 2025 : 
  - Meilleure mini-série ou du meilleur téléfilm pour True Detective: Night Country
  - Meilleure actrice dans un second rôle dans une série, une mini-série ou un téléfilm pour Kali Reis

### Articles détaillés
- Le Roi en jaune